# Josep Fermí Cera
Josep Fermí Cera Rodríguez (San Carlos de la Rápita, Tarragona, España; 15 de enero de 2003) más conocido como Josep Cera, es un baloncestista español que pertenece a la plantilla del Club Baloncesto Ciudad de Ponferrada de la Segunda FEB. Con 1,87 metros de estatura, juega en la posición de base.

## Trayectoria deportiva
Josep Fermí se formó en las categorías inferiores del CB L’Hospitalet, CB Vinarós, CB Alcanar, CB Rapitenc y Casademont Zaragoza. En la temporada 2018-2019, forma parte de la plantilla del Club Baloncesto El Olivar del Grupo C de Liga EBA, en el que debuta con apenas 15 años.
El 1 de febrero de 2020, hace su debut en la Liga Endesa con Casademont Zaragoza, en un encuentro frente al UCAM Murcia CB que acabaría con victoria por 80 a 70, en el que el base de 17 años disputa 1 minuto y 54 segundos.
En las temporadas 2019-20 y 2020-21, seguiría formando parte de la plantilla del Club Baloncesto El Olivar de Liga EBA.
El 24 de agosto de 2021, firma por el Club Ourense Baloncesto de la Liga LEB Plata.
En la temporada 2021-22, alternaría participaciones con el vinculado del Bosco Salesianos del Grupo A de Liga EBA y con el primer equipo, con el que lograría el ascenso a la Liga LEB Oro. 
El 20 de julio de 2023, firma por el FC Cartagena Baloncesto de la Liga LEB Plata, cedido por el Club Ourense Baloncesto.
El 2 de julio de 2024, tras desvincularse del Club Ourense Baloncesto, firma por el CB Tarragona de la Liga LEB Plata.
En la temporada 2025-26, firma por el Club Baloncesto Ciudad de Ponferrada de la Segunda FEB.